# Comté de Morella
Le comté de Morella est un comté médiéval créé en 1366 par le roi Pierre IV d'Aragon pour son fils, l'Infant Martin.

## Histoire
Le territoire du comté est constitué de la cité de Morella, ses possessions et les villages alentour.
Quand Martin devient roi d'Aragon, le comté est intégré au territoire de la couronne d'Aragon.